# Sân bay Phước Bình
Sân bay Phước Bình nằm tại thị xã Phước Long, tỉnh Bình Phước. Đây là sân bay quân sự dự trữ với đường băng bê tông dài 1.200 m.
Đây là nơi Đại tá Nguyễn Thành Trung vào năm 1975 thực hiện phi vụ ném bom dinh Độc Lập của Tổng thống Nguyễn Văn Thiệu bằng chiếc F5-E và hạ cánh xuống sân bay dã chiến Phước Bình, lúc đó ở tỉnh Phước Long.